# 圣日龙
圣日龙（法語：Saint-Girons，法語發音：[sɛ̃ ʒiʁɔ̃] ⓘ），法国南部城市，奥克西塔尼大区阿列日省的一个市镇，同时也是该省的一个副省会，下辖圣日龙区，其市镇面积为19.13平方公里，2022年1月1日时人口数量为6,129人，是该省人口第三多的市镇，在法国城市中排名第1,749位。
圣日龙位于阿列日省西部，莱兹河与萨拉河交汇处，是一个区域性的中心城市，通常被认作是库斯朗地区的首府，多条公路在此交汇。

## 地名来源
根据《南部追寻报》一篇文章的论述，“Saint-Girons”一名出自公元五世纪时一位名叫“Girons”的汪达尔人，其生平尚有待考证。在1801年以前，当地的官方名称拼写为“Girons”。
圣日龙所处区域历史上曾通行奥克语，“Saint-Girons”在奥克语维基百科中及同语言Openstreetmap中对应的拼写为“Sent Gironç”。
此外，因翻译标准不同，“Saint-Girons”在部分汉语资料中又被译为圣吉龙。

## 历史

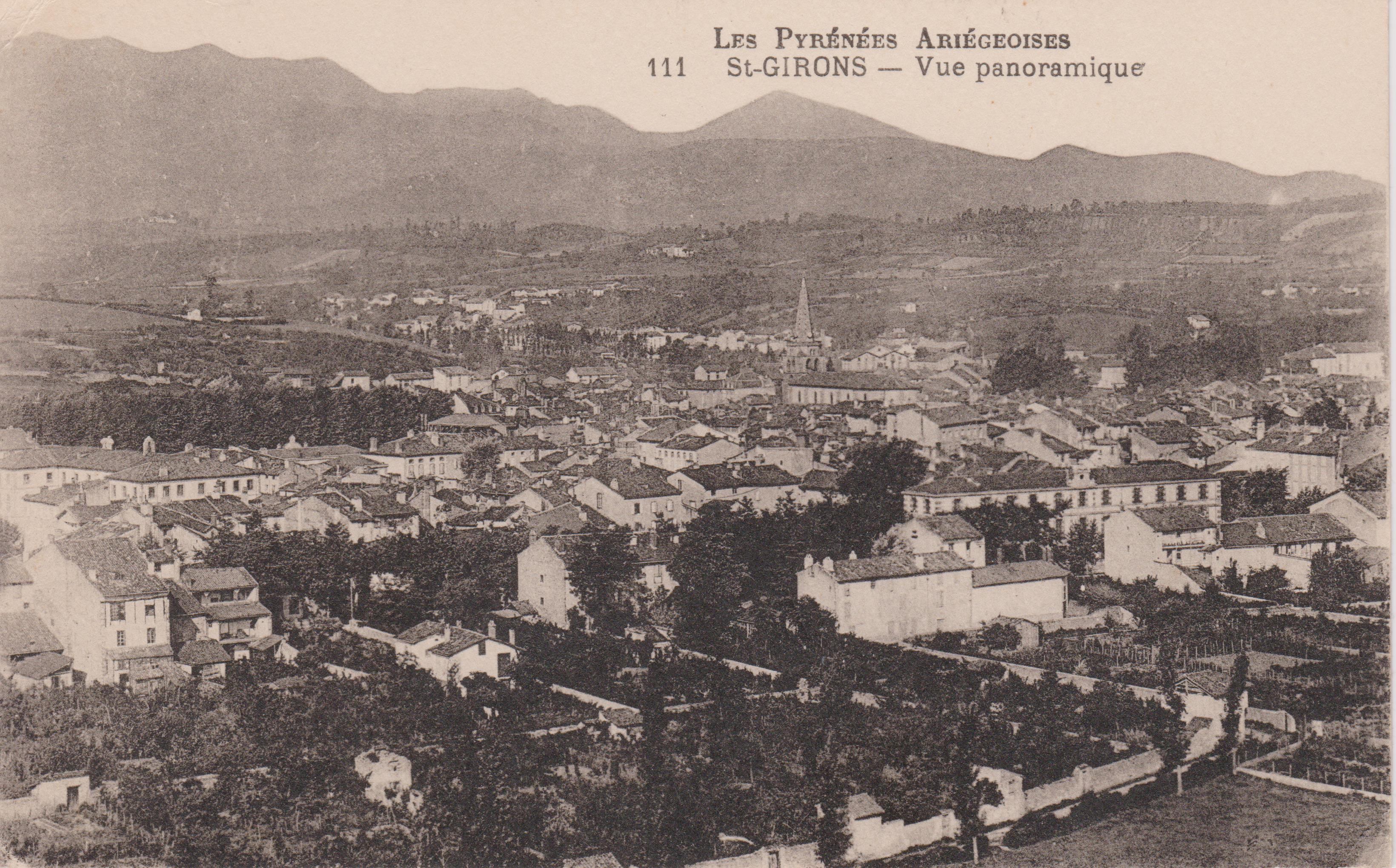
20世纪初的圣日龙市区

圣日龙的早期历史尚不清楚。根据当地官方网站的论述，圣日龙始建于公元前70年，彼时该地出现了一处奥皮杜姆。公元5世纪时，与圣日龙相邻的圣利济耶成为天主教库斯朗教区的主教座。自公元12世纪以来，圣利济耶过剩的人口开始向上游的圣日龙迁徙，圣日龙人口数量逐年增加。法国大革命后，圣日龙成为阿列日省的一个市镇，并自1793年起成为该省的一个地区行署，后于1801年改制为副省会。1790至1794年间，莱达尔（Lédar）整体并入圣日龙。工业革命期间，布桑斯—圣日龙铁路和富瓦—圣日龙铁路相继建成通车，圣日龙及其所处的库斯朗地区出现造纸工业，圣日龙境内的莱达尔造纸工厂于1908年投产运营。1944年5月，藏匿于圣日龙的纳粹德军发动报复行动，造成该地15名平民遇难。1969年，圣日龙火车站停止客运服务，并于1991年彻底关闭。2008年9月，莱达尔工厂宣告破产。
在地方历史文化研究方面，当地的地方史爱好者于1993年在圣日龙创建了“曾经的库斯朗”（Autrefois le Couserans）文化协会。

## 地理

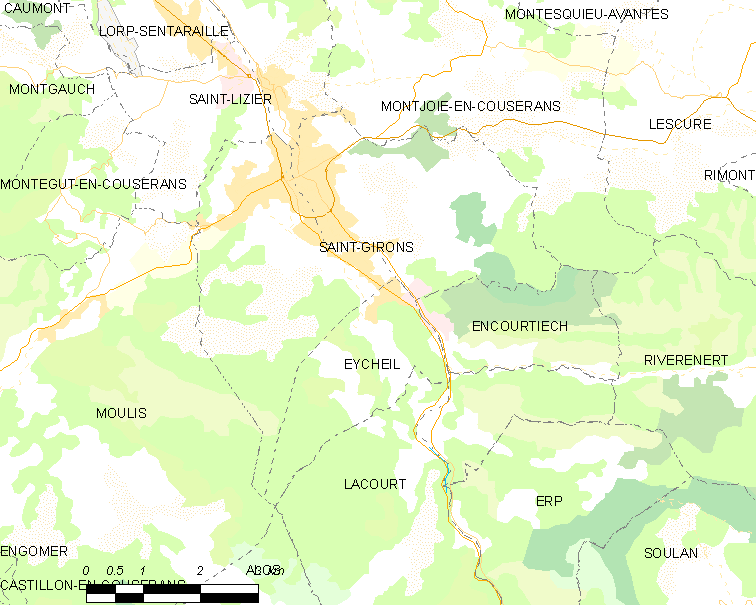
圣日龙市镇范围地图

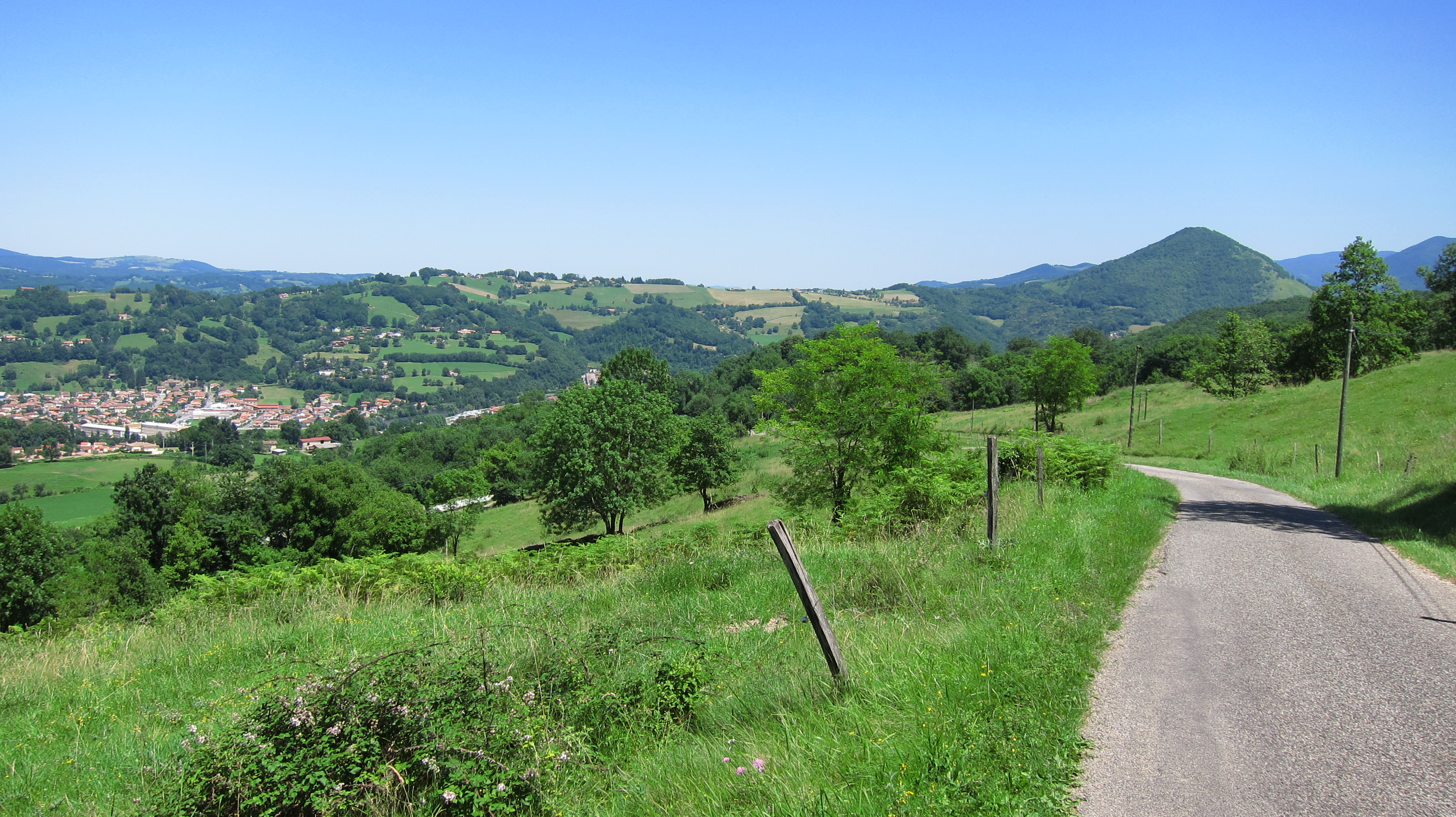
圣日龙附近的自然景观

圣日龙位于法国南部，奥克西塔尼大区西南部和阿列日省西部，距离省会富瓦大约44公里。与圣日龙接壤的市镇包括：圣利济耶、库斯朗地区蒙茹瓦、穆利、昂库尔蒂耶克和埃谢伊。

### 地形
圣日龙位于比利牛斯山北麓的一处河谷腹地，境内以山地为主，市镇中心位于一处地势较为平坦的河谷地带，四周被山峦环绕，全境海拔在387到1,200米之间。

### 水文
圣日龙位于加龙河流域范围内，萨拉河自南向北流经镇中心，其左岸支流莱兹河和右岸支流博河均在此与其交汇。

### 植被
圣日龙属于温带阔叶混交林区，部分高海拔地区可能有针叶林分布。林地广泛分布于山地和河谷地区，市中心的集市广场（Place du Marché）和子爵城堡公园（Parc du Château des Vicomtes）是当地两处主要的城市绿地。
在鲜花城市的评比中，圣日龙暂未被评级。

### 气候
圣日龙在柯本气候分类法中属于带有山地及大陆性气候特征的温带海洋性气候（Cfb）。
圣日龙境内设有气象站，以下为该气象站的数据：
| 圣日龙 1981年－2019年 | 圣日龙 1981年－2019年 | 圣日龙 1981年－2019年 | 圣日龙 1981年－2019年 | 圣日龙 1981年－2019年 | 圣日龙 1981年－2019年 | 圣日龙 1981年－2019年 | 圣日龙 1981年－2019年 | 圣日龙 1981年－2019年 | 圣日龙 1981年－2019年 | 圣日龙 1981年－2019年 | 圣日龙 1981年－2019年 | 圣日龙 1981年－2019年 | 圣日龙 1981年－2019年 |
| 月份                  | 1月                   | 2月                   | 3月                   | 4月                   | 5月                   | 6月                   | 7月                   | 8月                   | 9月                   | 10月                  | 11月                  | 12月                  | 全年                  |
| --------------------- | --------------------- | --------------------- | --------------------- | --------------------- | --------------------- | --------------------- | --------------------- | --------------------- | --------------------- | --------------------- | --------------------- | --------------------- | --------------------- |
| 历史最高温 °C（°F）   | 22.5 (72.5)           | 31.2 (88.2)           | 29 (84)               | 29 (84)               | 32.1 (89.8)           | 38.9 (102.0)          | 38.2 (100.8)          | 39.2 (102.6)          | 36.5 (97.7)           | 33.7 (92.7)           | 26.4 (79.5)           | 25 (77)               | 39.2 (102.6)          |
| 平均高温 °C（°F）     | 10.3 (50.5)           | 11.3 (52.3)           | 14.2 (57.6)           | 16 (61)               | 19.5 (67.1)           | 22.9 (73.2)           | 25.5 (77.9)           | 25.6 (78.1)           | 23 (73)               | 19 (66)               | 13.7 (56.7)           | 10.9 (51.6)           | 17.7 (63.9)           |
| 日均气温 °C（°F）     | 5.3 (41.5)            | 6.2 (43.2)            | 8.8 (47.8)            | 10.6 (51.1)           | 14.2 (57.6)           | 17.7 (63.9)           | 20 (68)               | 20 (68)               | 17.1 (62.8)           | 13.5 (56.3)           | 8.6 (47.5)            | 5.9 (42.6)            | 12.3 (54.1)           |
| 平均低温 °C（°F）     | 0.3 (32.5)            | 1.1 (34.0)            | 3.3 (37.9)            | 5.2 (41.4)            | 8.9 (48.0)            | 12.5 (54.5)           | 14.5 (58.1)           | 14.3 (57.7)           | 11.2 (52.2)           | 8 (46)                | 3.5 (38.3)            | 0.9 (33.6)            | 7 (45)                |
| 历史最低温 °C（°F）   | −18.7 (−1.7)          | −16.5 (2.3)           | −12.8 (9.0)           | −4.2 (24.4)           | −1.2 (29.8)           | 2.2 (36.0)            | 5.2 (41.4)            | 4.7 (40.5)            | 1.3 (34.3)            | −4 (25)               | −10.2 (13.6)          | −12.3 (9.9)           | −18.7 (−1.7)          |
| 平均降水量 mm（）     | 83.3 (3.28)           | 61.6 (2.43)           | 80.2 (3.16)           | 104.6 (4.12)          | 101.8 (4.01)          | 77.4 (3.05)           | 52.2 (2.06)           | 72.6 (2.86)           | 73 (2.9)              | 80.1 (3.15)           | 82 (3.2)              | 83.4 (3.28)           | 952.2 (37.49)         |
| 月均日照時數          | 119.3                 | 130.5                 | 169.2                 | 168.7                 | 179.4                 | 189.3                 | 204.6                 | 207.2                 | 190.1                 | 152.4                 | 117.2                 | 108.7                 | 1,936.6               |
| 来源：infoclimat.fr   |                       |                       |                       |                       |                       |                       |                       |                       |                       |                       |                       |                       |                       |

## 行政区划
圣日龙的市镇编号为09261，邮政编号为09200。
在行政管理方面，圣日龙隶属于法国奥克西塔尼大区阿列日省，同时也是该省的一个副省会，下辖圣日龙区；在地方选举方面，圣日龙是西库斯朗县的中央投票站所在地，其市镇范围全境被划入阿列日省第二选区；在社会管理方面，圣日龙是库斯朗-比利牛斯市镇公共社区的组成部分。
圣日龙实行街区自治制度。截至2024年2月，圣日龙市镇范围内的城心（Coeur de ville）街区为城市政策优先街区。
法国国家统计与经济研究所（简称）在进行数据统计时，将圣日龙及相邻的另外3个市镇设为圣日龙城市核心区，并将包括核心区在内的周边共39个市镇划为圣日龙城市区。自2020年起，圣日龙城市区被包含70个市镇的圣日龙城市辐射区代替。此外，还将圣日龙市镇分为了2个“块区”（IRIS），以便于统计人口分布情况。

## 交通

### 公路
阿列日省省道D3线、D117线和D618线在圣日龙境内交汇。奥克西塔尼大区公共交通（商业名称为“Lio”）下属的452线、454线、455线、456线和457线经停圣日龙，可前往富瓦、圣拉里、桑坦、布桑斯、图卢兹、圣利济耶等地。
| 20 | 28 |

| 富瓦 | 44 |

| 卡斯蒂永 | 15 |

| 圣马托里 | 31 |

2020年，57.6%的圣日龙家庭拥有至少一辆私人汽车。2021年，圣日龙境内共发生各类交通事故2起，造成2人受伤，其中2人重伤。

### 铁路
圣日龙火车站已于1969年停止客运服务，并于1991年彻底关闭。

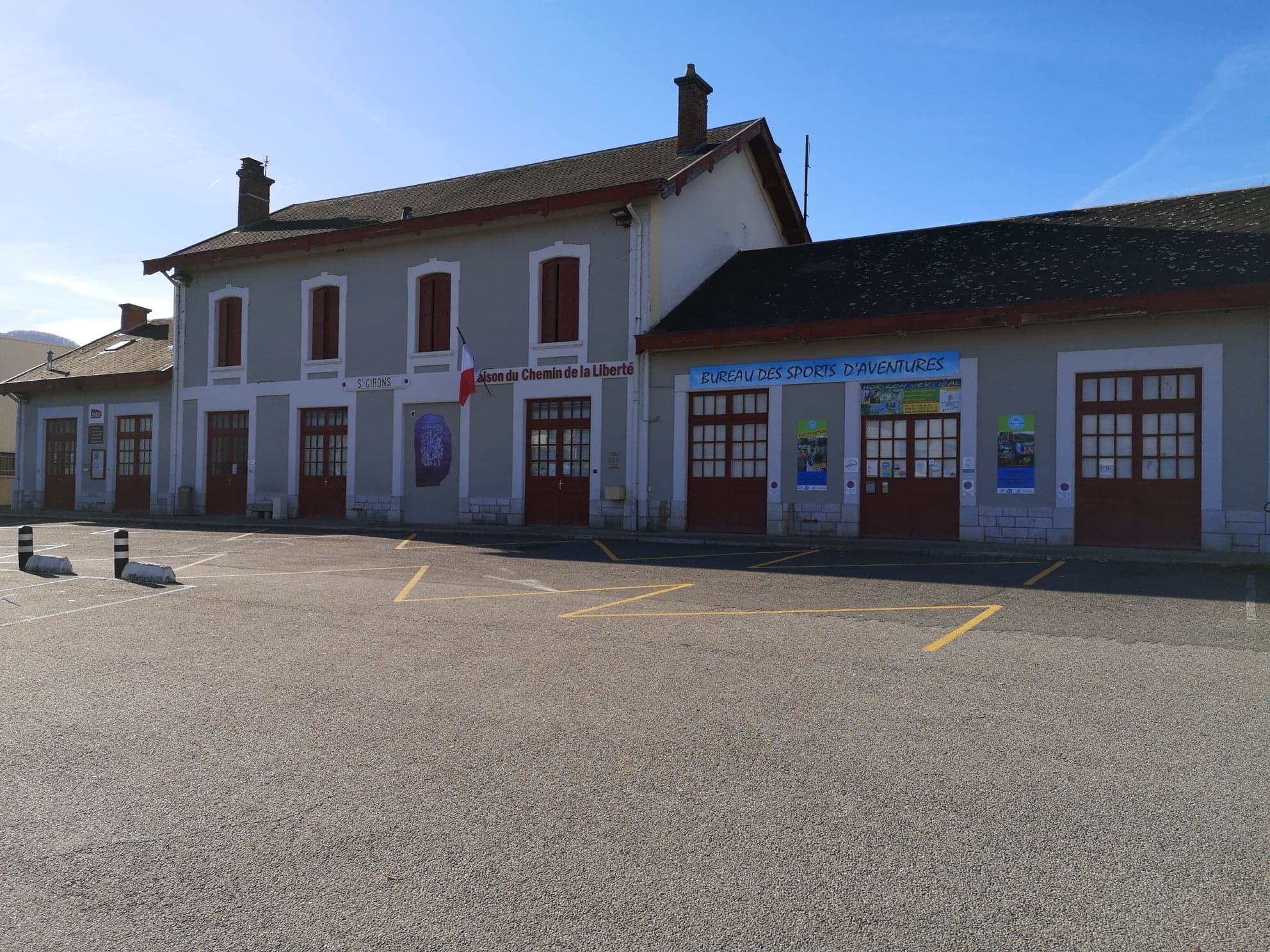
圣日龙火车站旧址

距离圣日龙最近的运营中的客运铁路车站为30公里外的圣马托里站，该站停靠往返于图卢兹和塔布之间的区域列车。

### 航空
圣日龙距离图卢兹-布拉尼亚克机场的公路里程大约105公里。

### 城市公共交通
截至2024年2月，圣日龙暂无城市公共交通系统。

## 政治

### 市政内阁
圣日龙的现任市长为让-诺埃尔·维尼欧先生（Jean-Noël VIGNEAU），他是一名左翼无党派人士，在2020年的市政选举中获得了43.17%的支持率。
| 圣日龙历届市长 | 圣日龙历届市长                     | 圣日龙历届市长    |
| 任期           | 市长                               | 党派              |
| -------------- | ---------------------------------- | ----------------- |
| 1945年－1964年 | Fernand LOUBET 费尔南·卢贝         | 不详              |
| 1964年－1971年 | René DEJEAN 勒内·德让              | PS社会党          |
| 1971年－1983年 | Jean BUFFELAN 让·比弗朗            | DVD右翼无党派人士 |
| 1983年－1985年 | Jean IBANÈS 让·伊巴内斯            | PS社会党          |
| 1985年－1989年 | Maurice FAUROUX 莫里斯·福鲁        | PS社会党          |
| 1989年－1995年 | Roger FAUROUX 罗歇·福鲁            | PS社会党          |
| 1995年－2008年 | Bernard GONDRAN 贝尔纳·贡德朗      | UMP人民运动联盟   |
| 2008年－2020年 | François MURILLO 弗朗索瓦·米里洛   | PS社会党          |
| 2020年－       | Jean-Noël VIGNEAU 让-诺埃尔·维尼欧 | DVG左翼无党派人士 |

### 各级选举
| 圣日龙历届投票选举结果 | 圣日龙历届投票选举结果 | 圣日龙历届投票选举结果 | 圣日龙历届投票选举结果 | 圣日龙历届投票选举结果       | 圣日龙历届投票选举结果 | 圣日龙历届投票选举结果 | 圣日龙历届投票选举结果       | 圣日龙历届投票选举结果 | 圣日龙历届投票选举结果 |
| 选举项目               | 选举范围               | 选区单位               | 选区单位内的选举结果   | 选区单位内的选举结果         | 选区单位内的选举结果   | 选区单位内的选举结果   | 选区单位内的选举结果         | 选区单位内的选举结果   | 参考资料               |
| 选举项目               | 选举范围               | 选区单位               | 第一轮胜出者           | 第一轮胜出者                 | 支持率                 | 第二轮胜出者           | 第二轮胜出者                 | 支持率                 | 参考资料               |
| ---------------------- | ---------------------- | ---------------------- | ---------------------- | ---------------------------- | ---------------------- | ---------------------- | ---------------------------- | ---------------------- | ---------------------- |
| 2017年法國總統選舉     | 法國                   | 市镇                   |                        | 让-吕克·梅朗雄               | 26.06%                 |                        | 埃马纽埃尔·马克龙            | 70.36%                 | [ 33 ]                 |
| 2017年法国立法选举     | 阿列日省第二选区       | 市镇                   |                        | 于盖特·贝尔特朗-万泽里什     | 31.56%                 |                        | 于盖特·贝尔特朗-万泽里什     | 55.69%                 | [ 33 ]                 |
| 2019年欧洲议会选举     | 法國                   | 市镇                   |                        | 纳塔莉·卢瓦索                | 22.28%                 | （不适用）             | （不适用）                   | （不适用）             | [ 35 ]                 |
| 2021年法国省级选举     | 阿列日省               | 县                     |                        | 让-诺埃尔·维尼欧 纳迪娜·内迪 | 44.72%                 |                        | 让-诺埃尔·维尼欧 纳迪娜·内迪 | 56.84%                 | [ 36 ]                 |
| 2021年法国省级选举     | 阿列日省               | 市镇                   |                        | 让-诺埃尔·维尼欧 纳迪娜·内迪 | 49.24%                 |                        | 让-诺埃尔·维尼欧 纳迪娜·内迪 | 58.25%                 | [ 36 ]                 |
| 2021年法国大区选举     | 奧克西塔尼大區         | 市镇                   |                        | 卡萝尔·代尔加                | 53.49%                 |                        | 卡萝尔·代尔加                | 72.06%                 | [ 37 ]                 |
| 2022年法国总统选举     | 法國                   | 市镇                   |                        | 让-吕克·梅朗雄               | 27.42%                 |                        | 埃马纽埃尔·马克龙            | 59.66%                 | [ 33 ]                 |
| 2022年法国立法选举     | 阿列日省第二选区       | 市镇                   |                        | 米歇尔·拉里夫                | 32.75%                 |                        | 洛朗·帕尼富                  | 56.7%                  | [ 33 ]                 |

## 人口
2021年，圣日龙市镇人口数量为6,250，在法国排名第1,749位。其中男性3,001人，女性3,414人，75岁及以上人口占14.2%，外籍人口数量为385人，人口密度为327人/平方公里，当地居民被称为（男性）或（女性）。2022年，圣日龙境内出生30人，死亡人口108人。
| 圣日龙1901年－2021年人口变化情况 |
|                                  |
| 数据来源：Cassini、INSEE         |

## 经济
圣日龙是一个区域性的中心城市。截至2024年2月，圣日龙市镇范围内共有各类用人单位（包含自雇）1,353家，平均历史为19年，其中99.33%为中小型企业（PME），2023年12月至2024年2月间，当地的经济活力指数为0.07%。（汽车销售）、（零售）及（木材销售）是当地2021年营业额最高的三个企业，分别为27,002,029欧元、13,653,367欧元和11,793,234欧元。

## 财政与居民收入
2022年，圣日龙的财政收入总额为7,492,480欧元，财政支出总额为6,297,910欧元，当年的债务总额为5,887,720欧元。2022年，圣日龙市镇通过增值税获得136,190欧元的收入，此外当地还共获得了1,062,920欧元的国家直接财政补助。
| 圣日龙居民收入情况                               | 圣日龙居民收入情况 | 圣日龙居民收入情况    | 圣日龙居民收入情况 |
| 内容                                             | 圣日龙             | 法国                  | 统计年份           |
| ------------------------------------------------ | ------------------ | --------------------- | ------------------ |
| 征税家庭总数                                     | 3,334              | 1,081（法国市镇平均） | 2022年             |
| 居民平均月收入                                   | 1,953欧元          | 2,435欧元             | 2022年             |
| 高级职员人均月收入                               | 3,637欧元          | 4,331欧元             | 2021年             |
| 中级职员人均月收入                               | 2,319欧元          | 2,470欧元             | 2021年             |
| 普通职员人均月收入                               | 1,608欧元          | 1,801欧元             | 2021年             |
| 贫困率                                           | 21%                | 14.5%                 | 2020年             |
| 青壮年（15至64岁）失业率                         | 18.8%              | 7.4%                  | 2020年             |
| 征税家庭数量占比                                 | 36.3%              | 45.5%                 | 2020年             |
| 家庭年均纳税                                     | 2,183欧元          | 4,393欧元             | 2022年             |
| 资料来源：INSEE、L'Internaute、Le Journal du Net |                    |                       |                    |

## 社会事务

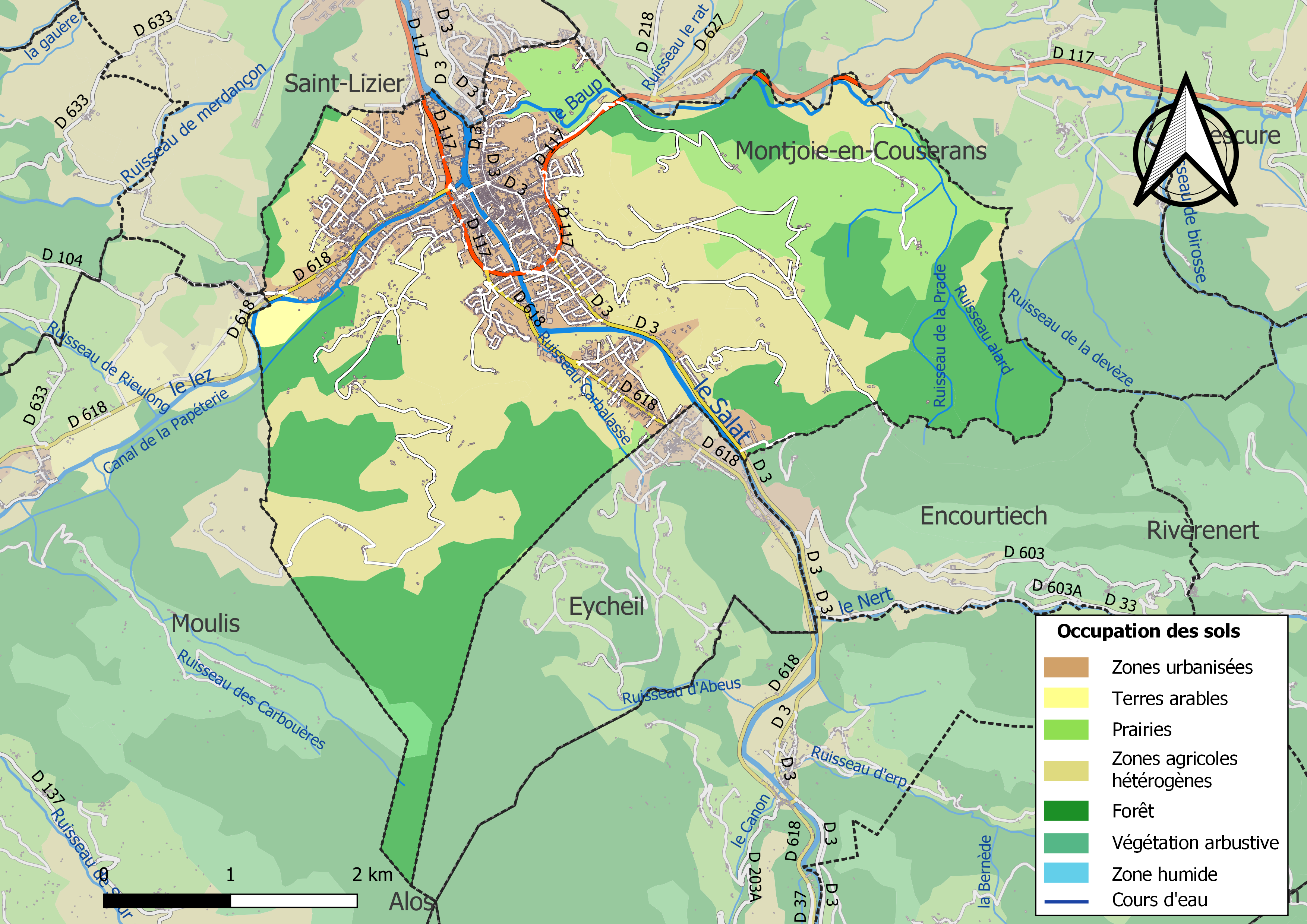
圣日龙土地利用情况地图

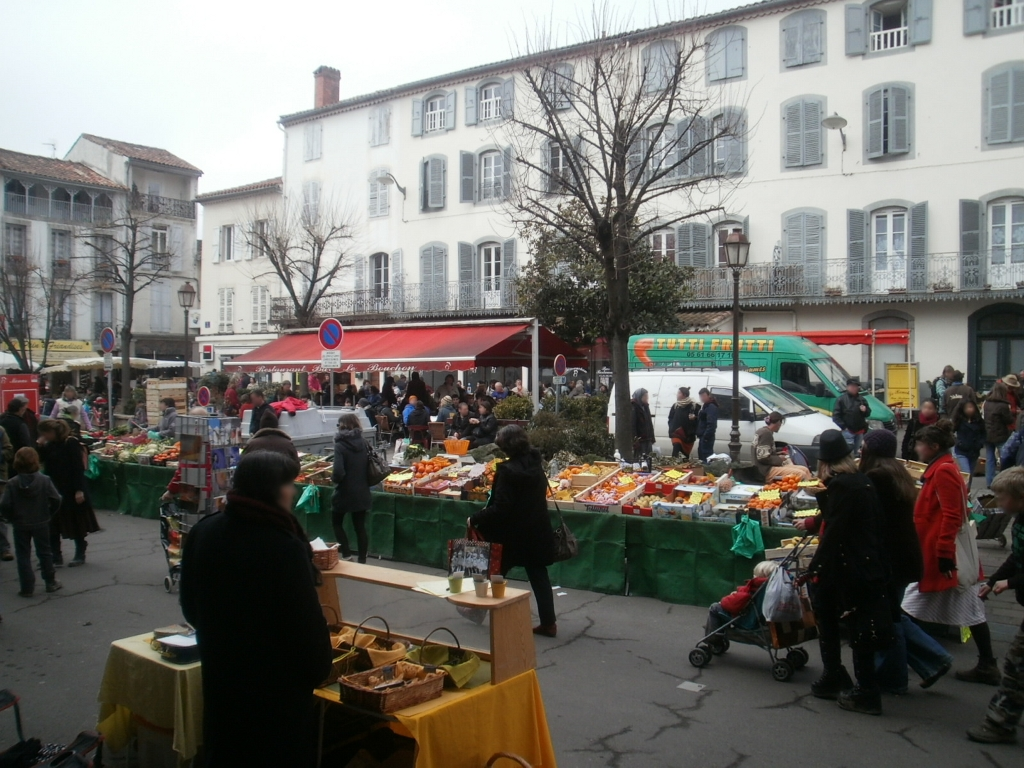
圣日龙集市

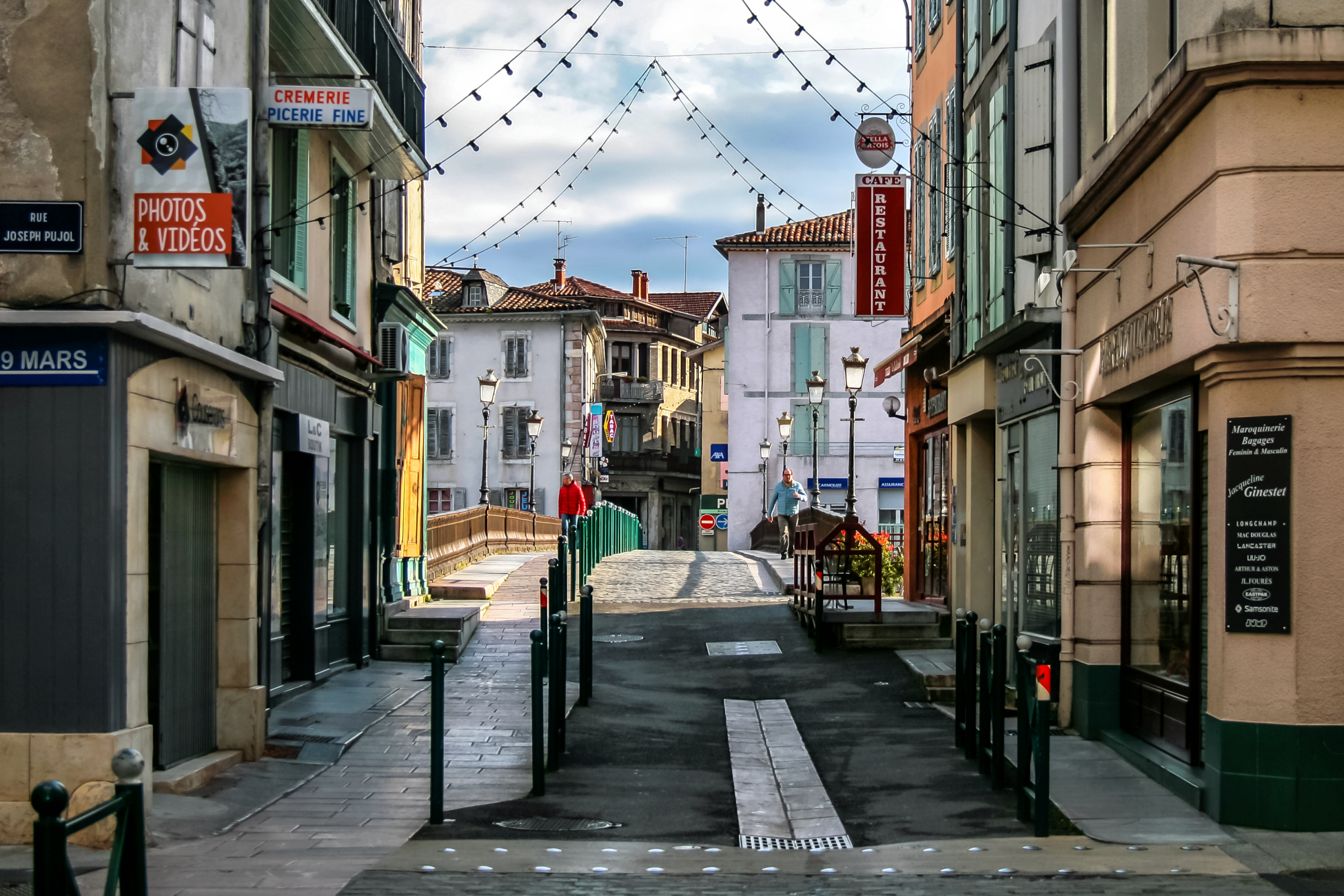
老桥街两侧的商铺

### 教育
圣日龙属于图卢兹学区。截至2021年1月1日，圣日龙境内共有2所幼儿园、4所小学、3所初级中学、1所普通高中和1所职业高中。2021至2022学年度，圣日龙境内共有在校中等教育阶段学生1,657名。

### 医疗
截至2021年1月1日，圣日龙境内共有全科医生9名、保健师27名、牙医9名、护士24名、眼科医生2名、皮肤科医生1名和助产士1名。境内共有药房4家、养老院1家、残疾人帮扶中心3家。
距离圣日龙最近的区域性医疗机构为阿列日-库斯朗中心医院（Centre Hospitalier Ariège Couserans），其主病区医院圣日龙市区，设有床位382个，是圣日龙区内规模最大的公立综合性医院。

### 住房
2020年，圣日龙境内共有各类住房4,460套，其中57.1%为独立式住宅，41.8%为集中式住宅。常住房屋占圣日龙市镇范围内居民建筑总量的74.9%。
在住房保障政策方面，2022年，圣日龙境内共有902户家庭获得了住房经济补助，受益人数占总人口数量的14.4%，其中882份为房租补助。

### 商业
2021年，圣日龙境内共有各类实体商铺241家，其中餐厅33家、大型超市4家、杂货店4家、面包房11家、肉铺10家、书店3家、装饰品店5家、银行门店8家、美容美发店22家、汽车维修店13家。圣日龙镇中心建有两家家乐福超市，以及Biocoop、Gamm Vert等商场。

### 体育
2021年，圣日龙境内共有1家游泳池、4间体育馆、1座综合体育场、5处网球场、3处足球或橄榄球场以及2处篮球或排球场。
截至2024年2月，圣日龙足球俱乐部（Football Club Saint Girons，编号523580）是圣日龙境内唯一的一家注册足球俱乐部，该俱乐部成立于1968年，其主队2023至2024赛季参加奥克西塔尼大区足球联赛丙组（法国第八级别），其主场为若·布雄体育中心（Complexe Sportif Jo Boussion）。

### 环境
圣日龙的环境事务由其所属的库斯朗-比利牛斯市镇公共社区联合各级政府协调负责。2021年，圣日龙境内共有1家污染企业。

### 治安
2021年，圣日龙市镇范围内有1处宪兵队。
圣日龙国家宪兵队（zone gendarmerie de Saint-Girons）的管辖范围共包括77个市镇。2020年，该宪兵队累计记录各类案件1,016起，其中盗窃类案件444起，经济类案件132起，毒品交易类案件88起。

## 文化

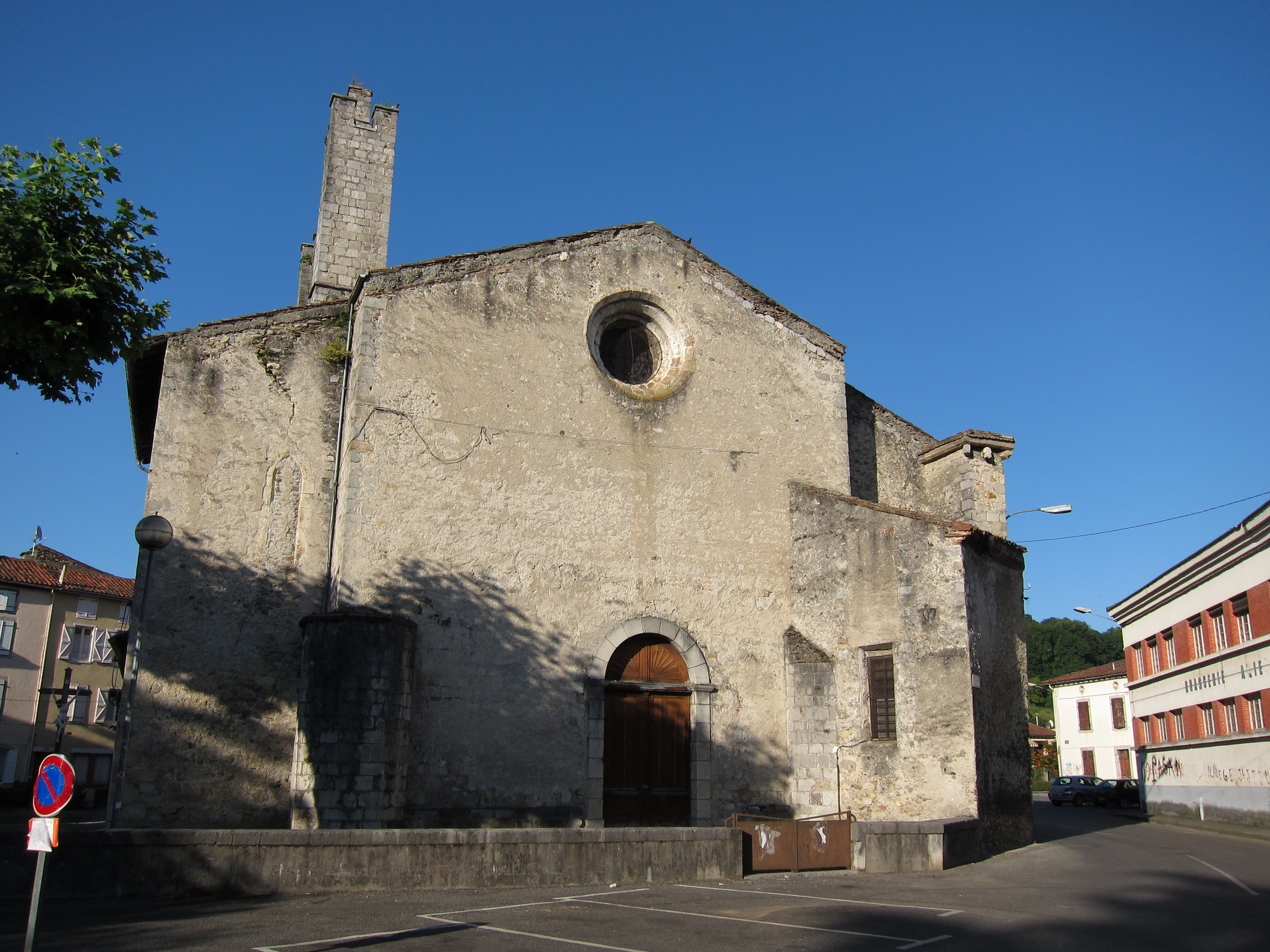
圣日龙圣瓦利耶教堂

2021年，圣日龙境内有1家电影院。圣日龙境内建有多媒体中心（Médiathèque），每周二、三、五、六向公众开放。

### 建筑
圣日龙境内有多处历史建筑，其中圣瓦利耶教堂、库斯朗子爵城堡等为法国国家文物保护单位，圣日龙教堂则是当地的地标性建筑物。

### 旅游
圣日龙的旅游事务由其所属的库斯朗-比利牛斯市镇公共社区联合各级政府协调负责。2023年，圣日龙境内共有2家酒店共计20间房间；另有1个露营地，可容纳共54辆露营车。

### 媒体
法国主要的媒体均可在圣日龙接收，法国电视三台下属的奥克西塔尼大区频道在部分时段播出圣日龙所在阿列日省的地方新闻。《南部追寻》、《阿列日周报》、比利牛斯广播、蓝色法兰西奥克西塔尼广播等是当地主要的地方性媒体。

## 相关人物
法国建筑师帕特里斯·博内、艺术家保罗·鲁艾和人口学家路易·亨利出生于圣日龙。

## 友好城市
截至2024年2月，圣日龙共与两座城市建立了友好城市关系：
- 義大利 阿尔贝塞孔卡萨诺
- 西班牙 别利亚-梅迪奥阿兰